# 12610 Гафіз
12610 Гафіз (12610 Hãfez) — астероїд головного поясу, відкритий 24 вересня 1960 року.
Тіссеранів параметр щодо Юпітера — 3,299.